# Leptodictya bambusae
Leptodictya bambusae är en insektsart som beskrevs av Drake 1918. Leptodictya bambusae ingår i släktet Leptodictya och familjen nätskinnbaggar. Inga underarter finns listade i Catalogue of Life.